# Сазонов Сергій Васильович
Сергій Васильович Сазонов (нар. 4 листопада 1953, м. Харків) — український політик. Депутат Полтавської облради (з 2006).

## Освіта
Освіта вища, у 1976 році закінчив Запорізький машинобудівний інститут за спеціальністю «Автомобілі та трактори», інженер-механік.

## Кар'єра
За 22 роки роботи на виробничому об'єднанні «АвтоЗАЗ» пройшов шлях від майстра до заступника голови правління. Займав керівні посади, пов'язані зі збутом і маркетингом.
У 1997 році Сергій Сазонов з посади 1-го заступника голови правління з питань економіки та фінансів «АвтоЗАЗу» перейшов на роботу в Запорізьку обласну держадміністрацію, де працював з серпня 1997 року заступником начальника, начальником обласного управління економіки.
З червня 2000 по березень 2001 року — заступник, 1-й заступник голови Запорізької обласної державної адміністрації. З 19 по 26 березня 2001 року виконував обов'язки голови Запорізької обласної державної адміністрації.
З серпня 2001 по квітень 2002 року — перший заступник голови правління ХК «АвтоКрАЗ», одночасно — голова Наглядової ради Токмацького ковальсько-штампувального заводу.
З квітня 2002 року — голова правління — генеральний директор холдингової компанії з випуску великовантажних автомобілів «АвтоКрАЗ».
З серпня 2003 року — голова правління ХК «АвтоКрАЗ».
Член Всеукраїнського об'єднання «Батьківщина».